# 暗訪
暗訪在台灣民間信仰上是個非常特殊的宗教儀式。暗訪的意義有二，一是上蒼（玉皇大帝，俗稱天公）降旨，請王爺或其他神明將瘟神和惡鬼送出境外。二是城隍爺或地方大神為了視察民間善惡，接受冤魂陳情，故在誕辰或廟會慶典前幾日暗中出巡，類似「微服出巡」的意味。
實質不公開及非公開活動的暗訪宗教儀式通常舉行於深夜，暗訪隊伍除了驅邪鬼的王爺、神明偶像外，主持法師、隨從及人裝扮陪伴的八家將等陰間神祇，亦隨著王爺出巡繞境，過程中吹法螺及敲鑼打鼓，以達到趕走惡鬼，接受冤魂投訴的目的。
此類的儀式可能還伴隨著官將首、跳鍾馗等。

## 延伸閱讀
- 暗訪 - 全國宗教資訊網